# Hector 2HR+
Pour les articles homonymes, voir Hector (homonymie).
Le Hector 2HR+ est un micro-ordinateur de la marque Hector, développé par la société française Micronique et commercialisé en 1984. Il s'agit d'une évolution du modèle Hector 2HR, lui-même lancé en 1983. Le 2HR+ intègre des améliorations, notamment une ROM de 16K incluant directement le langage BASIC (Basic III), alors que le modèle précédent nécessitait de le charger depuis une cassette. Deux coloris sont disponibles : blanc et bronze.
Il est doté d'un processeur 8 bits Z80. Sa ROM est de 16 ko et il est doté de 48 ko de RAM. Ses capacités d'affichage sont de 243x231 8x2 couleurs (demi luminosité) texte 40x22. Générateur de sons, générateur de notes 4 octaves, transfert 1500 bauds.
Il comportait un magnétophone intégré.

## Caractéristiques techniques du Hector 2HR+
Le Hector 2HR+ est équipé d'un processeur Zilog Z80A, fonctionnant à une fréquence de 5 MHz. Sa mémoire vive (RAM) est de 48 KB, dont 20 KB restent disponibles pour l'utilisateur lorsque le langage BASIC Level III, intégré directement dans les 16 KB de ROM, est chargé.
Concernant l'affichage, deux modes graphiques sont disponibles :
- 112 x 78 pixels avec 8 couleurs
- 243 x 231 pixels avec 4 couleurs.

Pour le mode texte, l'écran affiche 40 colonnes sur 22 lignes.
L'unique canal sonore du Hector 2HR+ permet de produire des sons sur une plage de 4 octaves. Le clavier du micro-ordinateur est principalement de type AZERTY, bien qu'une version en QWERTY ait également existé.
Du côté de la connectique, le Hector 2HR+ dispose de :
- Deux ports pour manettes (joysticks),
- Une sortie vidéo SCART (Secam),
- Un port d'extension pour lecteur de disquettes ou packs ROM.

En termes de stockage, il utilise un magnétophone à cassettes avec un débit de transfert de 1500 bauds.
Les dimensions du Hector 2HR+ sont de 47 x 27 x 10 cm, pour un poids d'environ 4 kg.

## Périphériques
Le lecteur de disquettes DISC 2, connecteur imprimante, 2 joysticks, vidéo Péritel. 
Modulateur UHF en option.